# 映画 プリキュアオールスターズ 春のカーニバル♪
『映画 プリキュアオールスターズ 春のカーニバル♪』（えいが プリキュアオールスターズ はるのカーニバル）は、2015年3月14日に公開された、日本のアニメ映画。
キャッチコピーは「新しいプリキュアオールスターズが、はじまる!」「40人の想いがひとつに! 歌とダンスで奇跡をおこす!」「プリキュアオールスターズ、新たなる旅立ち―　プリキュア40人が、歌って踊ってスーパー・ライブッ!」。

## 概要
「プリキュアシリーズ」の映画作品の第18作であると共に、「プリキュアシリーズ」の歴代作品のクロスオーバー作品の第7作でもある。本作品は『DX』シリーズ・『NewStage』シリーズに続く、「プリキュアオールスターズシリーズ」の新作品として位置付けられており、前作『映画 プリキュアオールスターズNewStage3 永遠のともだち』までに登場済のプリキュアたちに加え、クロスオーバー作品へは初登場となる『ハピネスチャージプリキュア!』のキュアフォーチュン、『Go!プリンセスプリキュア』のキュアフローラ・キュアマーメイド・キュアトゥインクルの3人を含めた40人のプリキュアが登場する。また、『映画 プリキュアオールスターズDX3 未来にとどけ! 世界をつなぐ☆虹色の花』以来の「オールスターズ映画限定強化モード」として、「モードエレガント・プリマヴェーラ」が登場。
作中に流れる歴代プリキュアの挿入歌のPVシーン（各プリキュアたちの回想シーン）は、各作品の最終回後の様子や青山充によって各作品のシーンを再編集した映像などが流れ、さらにこれまでのテレビシリーズと映画に登場していたキャラクターたちが多数登場する。
また、ゲスト声優としてお笑いコンビ・オリエンタルラジオ（中田敦彦、藤森慎吾）の2人が本作品の悪役で特別出演しており、本作品の応援団としても兼務している。また、本作品のメインテーマ曲である「イマココカラ」を劇中でプリキュアが歌うだけでなく、エンディングテーマとしてモーニング娘。'15（現:モーニング娘。'25）が歌うことが発表されており、同時にエンディング映像が初めて実写映像を用いて、全国5箇所（北海道・東京・名古屋・大阪・福岡）で公募によって当選した子供達とプリキュアの着ぐるみ、モーニング娘。'15のメンバーが踊る映像となる。さらにメンバーの飯窪春菜、石田亜佑美、小田さくらの3人がハルモニアに住む妖精役としても出演する。なお、長編オールスターズ映画では初めてオープニングテーマが存在しないため、スタッフのクレジットは全てエンディングに集結されている。
本作品では『Yes!プリキュア5 鏡の国のミラクル大冒険!』以来配布されてきた「ミラクルライト」に代わり、「オールスターズドレスアップキー」が配布された。その一方で紙製サンバイザープレゼントは継続され、本作品では「プリンセス♪きらきらティアラ」がプレゼントされた。
なお、上映時間「74分」はプリキュアシリーズの映画としては歴代最長である。

## 興行成績
全国213スクリーンで公開され、2015年3月14、15日の初日2日間で興収1億3,036万3,100円、動員11万2883人となり、映画観客動員ランキング（興行通信社調べ）で初登場第4位を記録。また、ぴあの初日満足度ランキングでは満足度91.8を獲得し、第2位となっている。最終興収は6億円。

## ストーリー
歌とダンスの国である「ハルモニア」に招待された歴代プリキュアたちは、1大イベントである「春のカーニバル」に参加することになる。先輩のプリキュアたちの歌やダンスを観て感激した『Go!プリンセスプリキュア』の3人もステージへと出演しようとしていた。
だが、司会者であるオドレンとウタエンはハルモニアを狙う怪盗で、プリキュアたちがハルモニアに来る前に王様・王女様・大臣の3人を誘拐し、国を乗っ取っていた。
2人の暗躍で『ハピネスチャージ』までの歴代妖精たちが誘拐され、神聖なカーニバルを台無しにされて国を守護していた守り神までもが暴走する事件が発生してしまう。
ハルモニアの平和を救うため、プリキュアオールスターズが想いをこめた歌とダンスで奇跡をおこそうと活躍する。

## 登場キャラクター
登場キャラクターの基本情報は各作品の項目を参照。本節ではオリジナルキャラクターなどを除き、主に本作品での立ち位置を示す。
原則としてキャストの付記されていないキャラクターは台詞無しでの登場となるが、公式ウェブサイトではこれらのキャラクターにも担当声優がクレジットされている。

### Go!プリンセスプリキュア
プリキュア
プロローグより全編にわたって登場。クライマックスでは全員「モードエレガント・プリマヴェーラ」にパワーアップする。
春野 はるか（はるの はるか） / キュアフローラ
声 - 嶋村侑
プロローグでは鼻歌を歌っていたものの、直後に「来週に音楽のテストがある」と聞かされて緊張の色を隠せなかったが、歴代プリキュアとカーニバルに参加したことで自信を持てた。
海藤 みなみ（かいどう みなみ） / キュアマーメイド
声 - 浅野真澄
はるかときららが言えなかったひめの本名を唯一言えた。
ハルモニア城内の捜索においては書庫を物色していた。
天ノ川 きらら（あまのがわ きらら） / キュアトゥインクル
声 - 山村響
ハルモニア城内を捜索中に衣裳部屋でドレスを物色していた。
ロイヤルフェアリー
パフ
声 - 東山奈央
アロマ
声 - 古城門志帆
公開前に発表されたイメージ画像とは異なり、観客席に居たため誘拐されていなかった。本作品の時点ではドレスアップモード覚醒前での登場。

### ハピネスチャージプリキュア!
ハルモニアに向かう途中で、はるか達が最初に出会ったプリキュア。「歌とダンスの力を信じて！」と、大舞台を前に自信喪失しかけたはるかを勇気づける。
プリキュア
愛乃 めぐみ（あいの めぐみ） / キュアラブリー
声 - 中島愛
本作品では、響にピアノ伴奏と、自分の心の歌を合わせることを提案されていた。
ドロボーンとの戦闘の際には、従来の「ラブリービーム」を駆使してドロボーンたちをなぎ払い、キュアフローラに「すごい! すごい!」と褒められた。
白雪 ひめ（しらゆき ひめ） / キュアプリンセス
声 - 潘めぐみ
本作品では、はるかたちがプリンセスプリキュアであることに反応し、「自分もプリンセスだ」と本名を明かすくだりも見られた。
また、ブルースカイ王国の王女という元来の立場、そしてテレビシリーズでも描かれていた、小さい頃に城抜けを度々行ってきたという経験からくる勘が、本作品でも大いに役立つことになる。
大森 ゆうこ（おおもり ゆうこ） / キュアハニー
声 - 北川里奈
変身前のゆうことしてはクロスオーバー映画初登場。本作品では、歌とダンスとが合わさることを「カレーライスに唐揚げをトッピングするようなもの」と喩えたり、ハルモニア城内を捜索中に調理場を物色したり、救出した王様に早速「ハニーキャンディー」を勧めたりと、相変わらず天然な言動は健在。
氷川 いおな（ひかわ いおな） / キュアフォーチュン
声 - 戸松遥
クロスオーバー作品映画初登場。キュアラブリーの奮闘ぶりに「先輩してるわね」と顔をほころばせていた。
妖精
リボン
声 - 松井菜桜子
ぐらさん
声 - 小堀幸
クロスオーバー作品映画初登場。

### ドキドキ!プリキュア
回想シーンでは、キュアハートのみ「エンジェルモード」に変身。
プリキュア
相田 マナ（あいだ まな） / キュアハート / キュアハート・エンジェルモード
声 - 生天目仁美
テレビシリーズ最終回後も相変わらず音痴と音痴の無自覚は健在。ダンス後のトークの際にアンコールで「Happy Go Lucky! ドキドキ!プリキュア」を歌ったが、六花に「次のステージがあるから」と止められている。オドレンとウタエンはフラフラしながら目を回し、ハルモニアの観客たちは目を回しながら拍手、『スイート』や『Go!プリンセス』のメンバーを始め、他作品のプリキュアたちからの反応も芳しくはなかった。
本作品の回想シーンでは、レジーナとの出会いや真琴との共同作業について述べていた。作中時点でもレジーナとともに大貝町に暮らしているが、本作品を含むクロスオーバー映画では彼女とともに行動はしていない。
カーニバル会場からの脱出戦においては、「愛」を散弾のごとく振り撒いて居並ぶドロボーンたちを骨抜きにし、キュアダイヤモンドにたしなめられていた。
菱川 六花（ひしかわ りっか） / キュアダイヤモンド
声 - 寿美菜子
本作品の回想シーンでは、カルタ大会でかるたクイーンと対決するようすが流れた。また、ダンス後のトークの際、相変わらず自覚がないマナが音痴な歌を歌いだすのを止めようとした。現在もマナたちの行動に悩まされていることを続いており、ツッコミ振りも健在。
四葉 ありす（よつば ありす） / キュアロゼッタ
本作品の回想シーンでは、花屋のことについて触れられていた。
剣崎 真琴（けんざき まこと）/ キュアソード
本作品の回想シーンでは、マナたちとともにオムライスづくりのようすが流れた。
円 亜久里（まどか あぐり）/ キュアエース
本作品の回想シーンでは、友人のエルと手を繋いでいっしょに花火をみていたようすが流れた。
妖精
シャルル
ラケル
ランス
ダビィ / DB（ディー・ビー）
いずれもマナたちの回想シーンではあるが、4匹ともクロスオーバー映画で初めて（ダビィ以外は映画初）人間の姿でも登場。
アイちゃん

### スマイルプリキュア!
本作品より、同作品における秘密基地である「ふしぎ図書館」が初登場。
プリキュア
星空 みゆき（ほしぞら みゆき） / キュアハッピー
声 - 福圓美里
おっちょこちょい振りは本作品でも健在で、本作品ではオドレンに「キャンディとはおドジなコンビ」と言われ、慌てた直後に転んでしまう。そのあと、あかねからオドレンに「そんな言うたら、みゆきが転けるに決まってるやろ」とツッコまれ、不機嫌の口癖である「ハップップー」と言いながら剥くれた。
カーニバル会場の戦いにおいては、仕掛けられたトラップにげんなりしつつも正面突破を試みようとするキュアサニーを尻目に、「プリキュア・ハッピーシャワー」で側壁に風穴を開けていた。
日野 あかね （ひの あかね） / キュアサニー
声 - 田野アサミ
本作品の回想シーンでは、みゆきたちとともにケーキ作りをがんばっていた。カーニバル会場の戦いではトラップにげんなりし、キュアハッピーが側壁や行き止まりに風穴を開けるのに呆れるも、脱出後は「これがうちの…いや! プリキュアの熱血パワーや!!」と調子良さを発揮していた。
黄瀬 やよい （きせ やよい） / キュアピース
緑川 なお （みどりかわ なお） / キュアマーチ
青木 れいか（あおき れいか） / キュアビューティ
妖精
キャンディ
みゆきたちの回想シーンでは、みゆきたちに自身の誕生日のお祝いをしてもらった。また、登場の際にはみゆきの顔面に激突するなど、テレビシリーズを彷彿とさせる一幕も見られた。
ポップ
キャンディやみゆきたちとともに、ハルモニアに向かう場面のみ登場。

### スイートプリキュア♪
プリキュア
北条 響（ほうじょう ひびき） / キュアメロディ
声 - 小清水亜美
本作品では、「音を楽しむこと」で妖精たちへの感謝の気持ちを表した一方で、マナの歌音痴を「これって、音楽なの!?」と驚愕していた。
南野 奏（みなみの かなで） / キュアリズム
黒川 エレン（くろかわ エレン） / キュアビート
調辺 アコ（しらべ アコ） / キュアミューズ
妖精
ハミィ
フェアリートーン

### ハートキャッチプリキュア!
回想シーンでは全員『DX3』以来の「スーパーシルエット」に変身。
プリキュア
花咲 つぼみ（はなさき つぼみ） / キュアブロッサム / スーパーキュアブロッサム
声 - 水樹奈々
カーニバル会場内での乱戦の中、カーニバルを台無しにした上に妖精たちへの感謝の気持ちをも踏みにじったオドレンとウタエンに怒りを爆発させた。
来海 えりか（くるみ えりか） / キュアマリン / スーパーキュアマリン
声 - 水沢史絵
カーニバル会場内での戦いにおいては、キュアブロッサムに続いて激怒口上を言っている途中に腹部にミサイルが直撃したことで吹き飛ばされ、さらにはキュアメロディに助けられる姿をみせていた。
明堂院 いつき（みょうどういん いつき） / キュアサンシャイン / スーパーキュアサンシャイン
月影 ゆり（つきかげ ゆり） / キュアムーンライト / スーパーキュアムーンライト
妖精
シプレ
コフレ
ポプリ

### フレッシュプリキュア!
回想シーンでは全員『DX3』以来の「キュアエンジェル」に変身。
プリキュア
桃園 ラブ（ももぞの ラブ） / キュアピーチ / キュアエンジェルピーチ
声 - 沖佳苗
本作品ではダンス後のオドレンとウタエンとのトークで、せつながラビリンスに帰ったためになかなか会えないことを嘆いていた。
蒼乃 美希（あおの みき） / キュアベリー / キュアエンジェルベリー
山吹 祈里（やまぶき いのり） / キュアパイン / キュアエンジェルパイン
東 せつな（ひがし せつな） / イース / キュアパッション / キュアエンジェルパッション
本作品ではカーニバル会場脱出戦の際に、地下洞穴のレーザートラップをアカルンによるテレポートで回避、自滅させるという活躍をみせていた。
回想シーンではあるが、クロスオーバー映画で初めてイースの姿でも登場している。
妖精
シフォン
タルト

### Yes!プリキュア5 / Yes!プリキュア5GoGo!
プリキュア
夢原 のぞみ（ゆめはら のぞみ） / キュアドリーム
声 - 三瓶由布子
本作品の回想シーンでは、ナッツハウス前でココとともに楽しんでいる生活が流れた。
カーニバル会場内の戦いでシャイニールミナスのピンチに駆けつけ、ハルモニアの観客たちの避難誘導を引き受けた。
夏木 りん（なつき りん） / キュアルージュ
本作品の回想シーンでは、くるみとともに花の水遣りをしていた。
春日野 うらら（かすがの うらら） / キュアレモネード
本作品の回想シーンでは、シロップとの空中散歩で楽しんでいたあとは、彼にお姫さま抱っこをされていた。
秋元 こまち（あきもと こまち） / キュアミント
本作品の回想シーンでは、ナッツハウスで店番をしているナッツと良好な関係をみせていた。
水無月 かれん（みなづき かれん） / キュアアクア
本作品の回想シーンでは、くるみとともに良好な関係をみせていた。
ミルク / 美々野 くるみ（みみの くるみ） / ミルキィローズ
本作品の回想シーンでは、りんと花の水遣りをしていた際、かれんが登場した途端にミルクの姿に戻って、彼女に擦り寄る姿をみせていた。
妖精
ココ / 小々田 コージ（ここだ コージ）
ナッツ / 夏（ナッツ）
シロップ / 甘井 シロー（あまい シロー）

### ふたりはプリキュア Splash Star
プリキュア
日向 咲（ひゅうが さき） / キュアブルーム
声 - 樹元オリエ
本作品の回想シーンでは、舞とともにビーチバレー大会で活躍していたようすが流れた。また、舞との良好な関係もみせていた。オドレンとウタエンを「オドオドさんとウタタネさん」と呼び間違えるなど、かつてカレハーンを「カレーパン」、ミズ・シタターレを「ミズ・ハナターレ」などと呼び間違える天然ボケは健在。
巨大なドロボーンとの戦闘の際には、従来の必殺技を駆使して圧倒した。
美翔 舞（みしょう まい） / キュアイーグレット
妖精
フラッピ
チョッピ
ムープ
フープ
咲と舞の回想シーンでは、咲と舞がビーチバレー大会に向かう際に身を隠したため、現在も咲と舞の家族や夕凪中学校の関連者などの一般人には身を隠している。

### ふたりはプリキュア / ふたりはプリキュアMax Heart
プリキュア
美墨 なぎさ（みすみ なぎさ） / キュアブラック
声 - 本名陽子
本作品の回想シーンでは、キュアブラックに変身してザケンナーたちと拳でたたかい、カーニバル会場内の戦闘においてはハルモニアの観客たちを避難させるため、殿(しんがり)を買ってでた 。
雪城 ほのか（ゆきしろ ほのか） / キュアホワイト
声 - ゆかな
本作品の回想シーンでは、科学部の日常のようすと、なぎさとともにラクロスの練習をしている場面が映った。
ダンス後のオドレンたちとのトークの際には、なぎさとの友情を述べていたが、相変わらずメップルとケンカしているなぎさをみて呆れる一面もみせていた。
ドロボーンとの戦闘の際には、キュアブラックとともに従来の足を駆使した戦闘術をみせて活躍していた。
九条 ひかり（くじょう ひかり） / シャイニールミナス
本作品では、ドロボーンとの戦闘で苦戦を強いられていた際に、救援に来たキュアドリームを眺める姿をみせていた。
妖精
メップル
声 - 関智一
ミップル
ポルン
ルルン

### ハルモニア
歌とダンスの国である世界。島国のような国土であり、周辺は海で広がっている。王族が住まう城のほか、カーニバルを行う大きい施設がある。また、複数の虹がある。
王族や大臣は人間のような姿だが、そのほかの国民たちは妖精の姿をしている。観客はハルモニアに住む妖精のほか、後述の通り過去のテレビシリーズ・映画に登場した妖精たちもカーニバルの客として来ている。
国内では「守り神」とされるドラゴンのために1年中カーニバルが行われており、そこに招待されることは「名誉」であるといわれている。また、招待された者は馬車、魔法の絨毯、機関車、気球、鳥などで出迎えられる。
オドレンとウタエンに国を占領され、ハルモニアの守り神も暴走して壊滅状態になり果てたが、プリキュアオールスターズの活躍で守り神は鎮められ、破壊された国も元の状態に戻り、改めてプリキュアたちとともにカーニバルを楽しんだ。

#### 神
守り神（まもりがみ）
ハルモニアを守護している神で、本作品の実質的な最終ボスにあたる存在。
紫色の身体が特徴で、背中には翼があり、ハルモニアの山々を軽く見下ろすほどの巨体をほこるドラゴンの姿をしている。また、口からは炎を放つことができる。
本来は温厚な性格で、ハルモニアで開催される歌とダンスの祭りを楽しみにしていたが、オドレンとウタエンの悪巧みによって祭りが台無しにされたことに憤慨し、理性を失ったまま国中を破壊しようと暴れだす。
最終的には、プリキュアオールスターズの合体技である「プリキュア・レインボー・トルネード」で鎮められ、最後はプリキュアたちのダンスを観たことで理性をとり戻した。

#### 王族と大臣
オドレンとウタエンの侵攻によって地下牢に幽閉されるが、プリキュアオールスターズの活躍によって救出される。
ハルモニアが救われたあとは、『ハピネスチャージ』までのプリキュアオールスターズと妖精・ハルモニアの観客・守り神とともに『Go!プリンセス』のダンスを見つめていた。
王様（おうさま）
声 - 大川透
ハルモニアを治めている王。灰色の長髪とヒゲを生やした老人男性。王冠をかぶり、赤色のマントと青色の服を着用している。
守り神に対して最大限の配慮をしており、守り神が憤慨した際には動揺して恐怖していたが、悪事を行うオドレンとウタエンに対しては凛とした対応をしている。
王女様（おうじょさま）
声 - 氷上恭子
ハルモニアを治める王女。ピンク色のドレスと白色の長い手袋を着用し、ネックレスなどを身につけている。
大臣（だいじん）
声 - 岩永悠平
ハルモニアの大臣を務めている男性。とがった髪型が特徴。黒を基調としたスーツを着用している。

#### 住人
妖精
声 - モーニング娘。'15（現：モーニング娘。'25）（飯窪春菜、 石田亜佑美、小田さくら）
ハルモニアに住む妖精たちで、カーニバルの観客たち。このほか、過去のテレビシリーズ・映画に登場した妖精たちに姿形の似た妖精もいる。
演じる飯窪・石田・小田の3人は、それぞれ自らがデザインしたオリジナル妖精である。

### 本作品の敵
オドレン
声 - 中田敦彦（オリエンタルラジオ）
本作品の事件の首謀者。世界をまたに駆ける大怪盗の男性。ヒゲを生やした細身の身体が特徴。一人称は「オレさま」。
紳士のような服装を身にまとい、シルクハットと黒いマントを身につけている。また、剣やムチにも変化できるステッキを携帯している。
相棒のウタエンとともに世界のすべてを盗もうと目論み、手はじめに手下のドロボーンたちを使役して「ハルモニア」に侵攻して王族たちを幽閉することに成功し、ハルモニアのすべてを支配する。
非常にズル賢いが、自惚れやすい一面もあり、間抜けな性格が災いになることも多々ある。また、プリキュアたちの前では紳士的な対応で接している。
自分自身を「頭脳派」と自称し、怪盗としての能力は高く、剣さばきの腕前も達者であるが、プリキュアより戦闘能力が低いことを自覚しているため、プリキュアたちとの戦闘は避けている。
プリキュアとのトークの際には、「幻影帝国」が消滅して世界が平和になったことを残念がったり、『5 / 5GoGo!』と『スマイル』を混同したり、咲には「オドオドさん」と名前を誤認されるという姿をみせている。
物語序盤にて、プリキュアたちがハルモニアのカーニバルに招待されていることを知り、彼女たちを始末するために自身を「ハルモニアの大臣」と偽り、プリキュアたちを欺くために夜なべして用意したステージを展開しつつ、裏ではプリキュアたちの変身アイテムと妖精たちを盗むという行動にでる。
プリキュアたちの変身アイテムを奪ったあとは、「プリキュア・フォーティパワー・ドロドロボーン」と続き、「世界は全部オレさまのもの、悪いこと大好きキュアシーフ」というかけ声でプリキュアの変身に試みるが、使用者ではないため失敗している。
物語中盤にて、ウタエンの失態によって自分の目論みがプリキュアたちに露見したため、カーニバル会場を数多のトラップとドロボーンがひしめく魔窟へと変貌させてプリキュアたちを始末しようとするが、途中で目覚めたハルモニアの守り神の襲撃によって自分の目論みが完全に阻止される。
プリキュアオールスターズの活躍によって守り神が鎮静化したあとは、ウタエンとともにプリキュアたちに対して「数の暴力」と罵倒して非難するが、それに激怒した守り神を見たことで慌ウタててプリキュアたちに土下座をする。その後、ハルモニアの占領並びに騒動を起こした罪として、ウタエンとともに清掃奉仕としてハルモニアに収監されることになった。それと同時にもう怪盗にはなれないことを悟り、今度はミュージカルスターになることを目論んでいた。
ウタエン
声 - 藤森慎吾（オリエンタルラジオ）
本作品の事件のもう一人の首謀者。オドレンの相方を務める怪盗の男性。小柄な肥満体格が特徴。一人称は「オイラ」で、語尾に「ッス」とつける。
薄い茶色のブレザーを着ており、大きなベレー帽をかぶっている。また、タヌキのような尻尾を生やしている。
プリキュアたちの前では温厚な人物として振る舞っているが、臆病かつ慌てやすい性格のために戦闘になる際は弱気な態度になり、オドレンと同じくプリキュアとの戦闘は避けている。
同じく怪盗のオドレンを「アニキ」と呼んで慕い、悪事を行う彼に対して非常に心酔しているが、オドレンの自惚れた一面には呆れることもあり、オドレンがプリキュアより弱いと認めた際には問いつめる姿をみせている。
自分の「こころの花」はなにかとえりかに質問した際に、「ラフレシア?」と返答されたために落胆していた。
オドレンとともにハルモニアを占領したあとは、プリキュアたちの変身アイテムを盗む役割を任されていたが、自分の失態によってプリキュアたちに発覚する実態を犯す。
最終的にはハルモニアの占領並びに騒動を起こした罪として、オドレンとともに清掃奉仕としてハルモニアに収監されることになった。

#### 戦闘員
ドロボーン
声 - 伊原正明、小松昌平、田中宏郷、村上達哉、横田大輔
オドレンとウタエンが使役する戦闘員たち。主に戦闘を任されている。基本的に会話をしないが、オドレンとウタエンには通じている。2人が本性を現すまでは、カーニバルの観客として登場していた。
わら人形・木・岩の3タイプが存在し、いずれも左右のつながった眉毛と上下の一体化したヒゲを生やしており、サングラスと赤いスカーフを身につけている。また、巨大化することもできる。
『ドキドキ!』の面々との戦闘の際には、キュアハートの仕草に大勢が惚れる姿をみせている。
物語終盤でプリキュアオールスターズに圧倒され、戦闘能力の低さを自覚していたオドレンの制止を無視し、彼とウタエンを見捨てて全員どこかへと逃亡した。

### 過去作品の登場キャラクター
特記のないものを除き、それぞれ挿入歌のPV映像（各プリキュアたちの回想シーン）のみの登場で、現実の世界には登場しない。
テレビシリーズやレギュラー単独映画のキャラクターだけではなく、『NewStage』シリーズに登場したキャラクターも本節にて記載する。
ふたりはプリキュア / ふたりはプリキュア Max Heart
高清水 莉奈（たかしみず りな）
久保田 志穂（くぼた しほ）
藤村 省吾（ふじむら しょうご）
木俣（きまた）
多幡 奈緒（たばた なお）
加賀山 美羽（かがやま みう）
ザケンナー
いずれもなぎさたちの回想シーンのみ登場。
光の園の長老
ウィズダム
ラウンド
スクエア
マーキーズ
オーバル
トリリアント
ペア
ハート
ひなた
雲の園の老師
ムタ
いずれも歴代プリキュアたちの回想シーンのみ登場。長老とウィズダムは映画初登場。
ふたりはプリキュア Splash Star
日向 大介（ひゅうが だいすけ）
日向 沙織（ひゅうが さおり）
日向 みのり（ひゅうが みのり）
コロネ
美翔 弘一郎（みしょう こういちろう）
美翔 可南子（みしょう かなこ）
美翔 和也（みしょう かずや）
星野 健太（ほしの けんた）
宮迫 学（みやさこ まなぶ）
安藤 加代（あんどう かよ）
伊東 仁美（いとう ひとみ）
太田 優子（おおた ゆうこ）
竹内 綾乃（たけうち あやの）
篠原（しのはら）
星野 健吾（ほしの けんご）
星野 静江（ほしの しずえ）
霧生 満（きりゅう みちる）
霧生 薫（きりゅう かおる）
いずれも咲と舞の回想シーンのみ登場。コロネはクロスオーバー映画初登場、美翔夫妻・篠原先生・星野夫妻は長編オールスターズ作品初登場。一方、満と薫は夕凪中学校の体操服や『Splash Star』テレビシリーズの最終回でムープとフープの力で変身した形態でも登場する。
アワーズ
ミニッツ
いずれも歴代プリキュアたちの回想シーンのみ登場。
Yes!プリキュア5 / Yes!プリキュア5GoGo!
パパイヤ
メルポ
ミギリン
ヒダリン
チョコラ
いずれも歴代プリキュアたちの回想シーンのみ登場。パパイヤは映画初登場。チョコラは本作品では初めて私服姿で登場している。
フレッシュプリキュア!
桃園 圭太郎（ももぞの けいたろう）
桃園 あゆみ（ももぞの あゆみ）
蒼乃 レミ（あおの レミ）
一条 和希（いちじょう かずき）
山吹 正（やまぶき ただし）
山吹 尚子（やまぶき なおこ）
カオルちゃん
ミユキ
知念 大輔（ちねん だいすけ）
沢 裕喜（さわ ゆうき）
御子柴 健人（みこしば けんと）
アズキーナ
西 隼人（にし はやと） / ウエスター
南 瞬（みなみ しゅん） / サウラー
ホホエミーナ
ラブに助けられたラビリンスの少女
ドーナツをもらったラビリンスの少女
いずれもラブたちの回想シーンに登場。アズキーナ・ホホエミーナ・ラビリンスの少女2名は映画初登場。隼人と瞬は本作品では初めてウエスターとサウラーの姿で登場している。
ティラミス
ウサピョン
いずれも歴代プリキュアたちの回想シーンのみ登場。
ハートキャッチプリキュア!
花咲 薫子（はなさき かおるこ）
ハルモニアの出発シーンのみ登場。
明堂院 さつき（みょうどういん さつき）
志久 ななみ（しく ななみ）
沢井 なおみ（さわい なおみ）
佐久間 としこ（さくま としこ）
黒田 るみこ（くろだ るみこ）
コッペ
コロン
プリキュア・ハートキャッチ・オーケストラの女神
いずれもつぼみたちの回想シーンに登場。コッペはクロスオーバー映画初登場で、さつきとコロンは映画初登場。
スイートプリキュア♪
北条 団（ほうじょう だん）
北条 まりあ（ほうじょう まりあ）
南野 奏介（みなみの そうすけ）
南野 美空（みなみの みそら）
南野 奏太（みなみの そうた）
西島 和音（にしじま わおん）
東山 聖歌（ひがしやま せいか）
王子 政宗（おうじ まさむね）
博尺（はくしゃく）
馬論（ばろん）
無戸（ないと）
貴志（きし）
その他のアリア学園中学校の生徒たち
アフロディテ
調辺 音吉（しらべ おときち）
クレッシェンドトーン
伝説の楽譜の音符たち
メフィスト
ピーちゃん
バスドラ
バリトン
ファルセット
いずれも響たちの回想シーンに登場。和音・聖歌・政宗がダンスの振りを忠実に再現する一方、アフロディテ・メフィスト夫妻の振りは滅茶苦茶で、音吉とクレッシェンドトーンに呆れられていた。南野夫妻・アコ（キュアミューズ）の家族全員・クレッシェンドトーン・伝説の楽譜の音符たちはクロスオーバー映画初登場、北条夫妻・政宗・音楽王子隊のメンバーたち・ピーちゃん（ノイズ）・メイジャーランド三銃士（トリオ・ザ・マイナー）は映画初登場。ピーちゃんは本作品では『スイート』テレビシリーズの最終回で再転生した白い姿で登場している。
ドキドキ!プリキュア
相田 健太郎（あいだ けんたろう）
相田 あゆみ（あいだ あゆみ）
坂東 宗吉（ばんどう そうきち）
菱川 亮子（ひしかわ りょうこ）
セバスチャン
十条 博士（じゅうじょう ひろし）
早乙女 純（さおとめ じゅん）
五星 麗奈（いつつぼし れいな）
麗奈の取り巻きたち
森本 エル（もりもと エル）
かるたクイーン
ジョー岡田（ジョーおかだ）
レジーナ
イーラ
マーモ
ベール
いずれもマナたちの回想シーンのみ登場。相田夫妻・宗吉・亮子・セバスチャン・ジコチュートリオはクロスオーバー映画初登場、博士・純・麗奈・麗奈の取り巻きたち・エル・かるたクイーン・ジョー（本名はジョナサン・クロンダイク）・レジーナは映画初登場となる。レジーナは本作品では普段のドレス姿で登場している。
メラン
ベベル
ベベル（正体はマナ（キュアハート）の祖母・坂東いすず）は『映画 ドキドキ!』に登場したキャラクター。いずれも歴代プリキュアたちの回想シーンのみ登場。ベベルはクロスオーバー映画初登場で、メランは映画初登場。
ハピネスチャージプリキュア!
相楽 誠司（さがら せいじ）
ブルー
いずれもめぐみたちの回想シーンに登場するほか、ブルーは歴代プリキュアたちの回想シーンにも登場する。誠司はクロスオーバー映画初登場。ブルーは『ハピネスチャージ』テレビシリーズの最終回で地球を去ったが、めぐみたちの回想シーンでは地球に戻って来ている。
ファンファン
歴代プリキュアたちの回想シーンのみ登場。映画初登場だが、人間態のファントムとしては本作品には登場しない。
織原 つむぎ（おりはら つむぎ）
ドール王国の住人たち
いずれも『映画 ハピネスチャージ』に登場したキャラクターたち。つむぎは歴代プリキュアたちの回想シーン、ドール王国の住人たちはハルモニアのカーニバルの観客として登場。クロスオーバー映画初登場。つむぎは本作品ではドール王国時のバレリーナ姿で登場している。
プリキュアオールスターズNewStageシリーズ
坂上 あゆみ（さかがみ あゆみ）
フーちゃん
両名とも『NewStage』で初出したキャラクター。歴代プリキュアたちの回想シーンのみ登場。
グレル
エンエン
妖精学校の先生
妖精学校の妖精たち
いずれも『NewStage2』で初出したキャラクターたち。ハルモニアのカーニバルの観客として登場するほか、グレルとエンエンは歴代プリキュアたちの回想シーンや公開前に発表されたイメージ画像にも登場している。
ユメタ
『NewStage3』に登場したキャラクター。ハルモニアのカーニバルの観客として登場するほか、歴代プリキュアたちの回想シーンにも登場している。

## モードエレガント・プリマヴェーラ
本作品におけるプリンセスプリキュアの強化モード。テレビシリーズにおける通常時の「モードエレガント」と似ているが、キュアフローラのドレスのボトムがリボンでは無くハート模様が6つ付いており、キュアマーメイドのドレスにあるフリルのラインにはハートの飾りがあしらわれ、キュアトゥインクルのドレスにある星の飾りがハート模様に変わっている。

## 作品用語
招待状
「春のカーニバル」招待のため、ハルモニアから各プリキュアへ送られた手紙。表面にはドラゴンが2匹描かれている。また、ハルモニアへ行くための乗り物に変型する。その乗り物はチームによって異なり、次の様な構成となっている。
- 『初代 / MH』…熱気球（メップルとミップルは自ら熱気球に変身）
- 『SS』…イルカ
- 『5 / GoGo』…帆船
- 『フレッシュ』…複葉機
- 『ハートキャッチ』…空飛ぶ絨毯
- 『スイート』…雲
- 『スマイル』…豆汽車
- 『ドキドキ』…カメ
- 『ハピネスチャージ』…燕の様な鳥
- 『Go!プリンセス』…馬車

オールスターズドレスアップキー
本作品にて、「ミラクルライト」に代わり使用されたアイテム。『Go!プリンセス』の変身アイテムであるドレスアップキーと同型のアイテムで、形状はキュアフローラ用と似ているが、中央部（ドレスのボトム）のリボンがなく、代わりにハート模様が6つあるなどの相違点がある。
『Go!プリンセス』テレビシリーズに登場する「12個のドレスアップキー」との関連については、作中では特に語られていない。

### 合体技
プリキュア・ダブル・パンチ
キュアラブリーとキュアフローラが、一緒にステージ目がけて繰り出した強力パンチ。一撃でステージを瓦礫の山と化し、これにドロボーンは慌てふためいて逃げ出してしまった。
プリキュア・レインボー・トルネード
プリキュアたちが自らの力をオールスターズドレスアップキーに注いて、プリンセスプリキュアがオールスターズドレスアップキーを使用して「モードエレガント・プリマヴェーラ」という強化モードに変身する。「みんなの力! プリキュア・レインボー・トルネード!」という掛け声で、手をハートの形にして、虹色の光波をバラ形にして放つことでドラゴンにぶつけて、包み込まれる。その後、光波で理性を取り戻したドラゴンの口から上空に噴出し、ハルモニアに降り注ぎ、戦闘中に壊された建物や場所は修復していった。
本作品ではドラゴンに光波を包み込んだ際、キュアフローラの「思い出して、守り神様。歌とダンスってとっても楽しい事だって」と話しかけるのみで、それまでオールスターズ全作で光波発射時に発するシャウト「ハァ〜!!」や、止めでのシャウト「アア〜ッ!!」・「○○はダメ〜ッ!!」・「ラブじゃない!!」が一切無かった。

## スタッフ
- 企画 - 土肥繁葉樹、ギャルマト・ボグダン
- 原作 - 東堂いづみ (講談社「なかよし」連載)
- 助監督 - 山口暁生
- 脚本 - 井上美緒
- オリジナルキャラクターデザイン - 稲上晃、香川久、馬越嘉彦、川村敏江、高橋晃、佐藤雅将、中谷友紀子
- キャラクターデザイン・作画監督 - 青山充
- 美術監督 - 西田渚
- 色彩設計 - 澤田豊二
- 撮影監督 - 高橋賢司
- CGディレクター - 加藤康弘
- 編集 - 麻生芳弘
- 音響監督 - 川崎公敬
- 音響効果 - 石野貴久(サウンドリング)
- 音響制作 - タバック
- 音楽 - 高梨康治
- 音楽制作 - 株式会社マーベラス
- 振付 - 真島茂樹
- 製作担当 - 太田有紀
- アニメーション制作 - 東映アニメーション
- 監督 - 志水淳児
- 制作協力 - .Too、@フィルム、エー・ライン、AMGA、旭プロダクション、ビック・スタジオ、武遊、デザインオフィス・メカマン、動画工房、日本ヒューレット・パッカード、フウシオスタジオ、かぐら、三晃プロダクション、しいたけデジタル、スタジオフォレスト、スタジオゴメス、スタジオ・ライブ、Studio μ、studio Pablo、スタジオ・ワンパック、Sublimation、ティー・エヌ・ケー、Toei Phils.
- 制作 - 映画プリキュアオールスターズSC製作委員会 (東映アニメーション、東映、朝日放送、バンダイ、アサツー ディ・ケイ、マーベラス、木下グループ)

## 主題歌
「イマココカラ」
作詞 - 青木久美子 / 作曲 - 高取ヒデアキ / 編曲 - 大久保薫 / 歌 - モーニング娘。'15（アップフロントワークス）

### 挿入歌
「春の小川」
作詞 - 高野辰之 / 作曲 - 岡野貞一 / 歌 - 春野はるか（嶋村侑）
プロローグ、それも「東映アニメーションマーク」（『長靴猫シリーズ』のペロ）のクレジット中、買い物に行くので上機嫌のはるかがアカペラで歌い、つられたパフも歌詞を「パフパフ…」に替えて、アカペラで歌い踊る。直後「歌のテスト」の事を聞かされたはるかがもう一度歌い直すが、今度はマナほどではないものの音程が悪くなってしまう。この曲はエンディングにはクレジットされていない。
「39フェアリーズ」
作詞 - 青木久美子 / 作曲 - 高取ヒデアキ / 編曲 - 籠島裕昌 / 歌 - うちやえゆか
歴代プリキュアたちの回想シーンにて、歴代プリキュアと歴代妖精のほか、歴代プリキュアの協力者たち・歴代映画のキャラクターたちが1カットのみ登場する。また、『初代 / Max Heart』の光の園・『ハートキャッチ』のこころの大樹・『スイート』のメイジャーランド・『ドキドキ!』のトランプ共和国（旧:トランプ王国）も1カットのみ登場している。
「You make me happy!」
作詞 - 六ツ見純代 / 作曲 - marhy / 編曲 - 亀山耕一郎 / 歌 - 林ももこ
元々はプリキュアが3人体制だった時のエンディングテーマ。初めて4人での映像となった。
「イェイ!イェイ!イェイ!」
作詞 - 実ノ里 / 作曲 - 高取ヒデアキ / 編曲 - 斎藤悠弥 / 歌 - 吉田仁美
みゆきたちの回想シーンにて、みゆきたちがふしぎ図書館で誕生日ケーキを作り、誕生日を迎えるキャンディをお祝いした。出だしの場面は前期ED映像（キュアハッピーバージョン）のオマージュ。なお、この映像にポップは登場していない。
「プリキュア5、フル・スロットル GO GO!」
作詞 - 只野菜摘 / 作曲 - 間瀬公司 / 編曲 - 家原正樹 / 歌 - 工藤真由 with ぷりきゅあ5
のぞみたちの回想シーンにて、「ナッツハウス」でののぞみたちや妖精たちの姿が映される。のぞみの妄想場面で、のぞみとコージ（ココ）が着ている衣装は、『5』第38話「プリキュア5のシンデレラ物語」の「シンデレラの世界」のコスチュームと、『映画 Yes!プリキュア5 鏡の国のミラクル大冒険!』での「プリンセスランド」のコスチュームの流用。
「Alright!ハートキャッチプリキュア!」
作詞 - 六ツ見純代 / 作曲 - 高取ヒデアキ / 編曲 - 籠島裕昌 / 歌 - 池田彩
つぼみたちの回想シーンにて、『ハートキャッチ』最終回後の様子やテレビシリーズの各場面を再編集した映像が流れた。
「DANZEN! ふたりはプリキュア(Ver. Max Heart)」
作詞 - 青木久美子 / 作曲 - 小杉保夫 / 編曲 - 佐藤直紀 / 歌 - 五條真由美
なぎさたちの回想シーンにて、「学院内や街中でザケンナーに襲われるなぎさ・ほのか」・「素手でザケンナーと戦うキュアブラック」・「キックでザケンナーと戦うキュアホワイト」といった、『Max Heart』OP映像を彷彿させる場面が存在する。また、『Max Heart』第26話の夏祭りの映像も流れた。
「オドレン・ウタエン盗賊伝」
作詞 - 井上美緒 / 作曲 - 高取ヒデアキ / 編曲 - 籠島裕昌 / 歌 - オドレン（中田敦彦）・ウタエン（藤森慎吾）
「ラブリンク」
作詞 - 利根川貴之 / 作曲：Dr.Usui / 編曲 - Dr.Usui&Wicky.Recordings / 歌 - 吉田仁美
マナたちの回想シーンにて、『ドキドキ!』最終回後の様子やテレビシリーズの各場面を再編集した映像が流れた。
「Happy Go Lucky! ドキドキ!プリキュア」
作詞 - 藤林聖子 / 作曲 - 清岡千穂 / 歌 - 相田マナ（生天目仁美）
ダンスが終わった後のトークの席上にマナがアンコールで歌うも、先述の通りの音痴で六花に止められる。この曲もEDにはクレジットされない。
「まかせて★スプラッシュ☆スター★」
作詞 - 青木久美子 / 作曲 - 小杉保夫 / 編曲 - 家原正樹 / 歌 - うちやえゆか with Splash Stars
「ワンダフル↑パワフル↑ミュージック!! 」
作詞 - 六ツ見純代 / 作曲 - 高取ヒデアキ、編曲 - 籠島裕昌 / 歌 - 池田彩
響たちの回想シーンにて、『スイート』最終回後の様子が流れた。元々はプリキュアが2人体制だった時のエンディングテーマで、初めて4人での映像。
「パーティ ハズカム」
作詞 - 只野菜摘 / 作曲 - ヒザシ / 編曲 - 古川貴浩 / 歌 - 吉田仁美
めぐみたちの回想シーンにて、めぐみたちがブルースカイ王国大使館でパーティをする場面が流れた。テレビシリーズと同じくイノセントハーモニーマイクを使うが、イノセントフォームにはならない。
「イマココカラ」
作詞 - 青木久美子 / 作曲 - 高取ヒデアキ / 編曲 - 籠島裕昌 / 歌 - プリキュアオールスターズ（嶋村侑、浅野真澄、山村響、中島愛、潘めぐみ、北川里奈、戸松遥）
「ドリーミング☆プリンセスプリキュア」
作詞 - マイクスギヤマ / 作曲 - 山本清香 / 編曲 - 多田彰文 / 歌：北川理恵
テレビシリーズと同じだが、終盤でキュアフローラたちがプリマヴェーラ形態になる。パフとアロマ・『ハピネスチャージ』までの歴代プリキュアと歴代妖精・ハルモニアの関連者たちは盛り上がり、カーニバルは無事に閉幕していった。

## 関連商品
- CD『映画 プリキュアオールスターズ 春のカーニバル♪ 主題歌シングル』（マーベラス/ソニー・ミュージックマーケティング、2015年3月11日発売、MJSS-09140）
- CD『映画 プリキュアオールスターズ 春のカーニバル♪ オリジナル・サウンドトラック』（マーベラス/ソニー・ミュージックマーケティング、2015年3月11日発売、MJSA-01155）
- DVD/BD『映画 プリキュアオールスターズ 春のカーニバル♪』（マーベラス/ポニーキャニオン、2015年7月15日発売）
  - DVD特装版（PCBX-51647）/DVD通常版（PCBX-51648）/Blu-ray特装版（PCXX-50100）
  - 特装版は、映像特典として大ヒット御礼舞台挨拶、本作品と『Go!プリンセスプリキュア』の合同制作発表、特番「みどころいっぱいぱ〜いスペシャル!!」の一部編集版、TVスポット&予告集を収録、スペシャルブックレットと「イマココカラ」歴代プリキュア歌手バージョンを収録したCDを同梱、カラーケース・ピクチャーレーベル仕様。ブルーレイ・DVD共に字幕あり。

## 特別番組
本作品の公開を記念し、『『映画プリキュアオールスターズ 春のカーニバル♪』のすべて』が全国各局で順次放送された。ナレーションはパフ（東山奈央）とアロマ（古城門志帆）が担当。
| 放送地域       | 放送局             | 放送日  | 放送時間                     | 系列           | 備考             |
| -------------- | ------------------ | ------- | ---------------------------- | -------------- | ---------------- |
| 香川県・岡山県 | 瀬戸内海放送       | 3月8日  | 日曜 5:05 - 5:35             | テレビ朝日系列 |                  |
| 福岡県         | 九州朝日放送       | 3月8日  | 日曜 6:00 - 6:30             | テレビ朝日系列 |                  |
| 宮城県         | 東日本放送         | 3月13日 | 金曜 3:26 - 3:56（木曜深夜） | テレビ朝日系列 |                  |
| 大分県         | 大分朝日放送       | 3月13日 | 金曜 4:40 - 5:10             | テレビ朝日系列 |                  |
| 沖縄県         | 琉球朝日放送       | 3月13日 | 金曜 5:20 - 5:50             | テレビ朝日系列 |                  |
| 静岡県         | 静岡朝日テレビ     | 3月14日 | 土曜 3:50 - 4:20             | テレビ朝日系列 |                  |
| 福井県         | 福井テレビ         | 3月14日 | 土曜 5:25 - 5:55             | フジテレビ系列 |                  |
| 北海道         | 北海道テレビ       | 3月14日 | 土曜 6:00 - 6:30             | テレビ朝日系列 |                  |
| 岩手県         | 岩手朝日テレビ     | 3月14日 | 土曜 6:00 - 6:30             | テレビ朝日系列 |                  |
| 山梨県         | テレビ山梨         | 3月14日 | 土曜 6:00 - 6:30             | TBS系列        |                  |
| 愛媛県         | 愛媛朝日テレビ     | 3月14日 | 土曜 6:30 - 7:00             | テレビ朝日系列 |                  |
| 長野県         | 長野朝日放送       | 3月15日 | 日曜 4:50 - 5:20             | テレビ朝日系列 |                  |
| 福島県         | 福島放送           | 3月15日 | 日曜 5:20 - 5:50             | テレビ朝日系列 |                  |
| 広島県         | 広島ホームテレビ   | 3月15日 | 日曜 5:20 - 5:50             | テレビ朝日系列 |                  |
| 近畿広域圏     | 朝日放送           | 3月15日 | 日曜 6:00 - 6:30             | テレビ朝日系列 |                  |
| 中京広域圏     | メ〜テレ           | 3月15日 | 日曜 6:00 - 6:30             | テレビ朝日系列 |                  |
| 日本全域       | 東映チャンネル     | 3月15日 | 日曜 13:00 - 13:30           | BS/CS放送      | リピート放送あり |
| 日本全域       | アニマックス       | 3月15日 | 日曜 19:00 - 19:30           | BS/CS放送      |                  |
| 青森県         | 青森朝日放送       | 3月16日 | 月曜 10:30 - 11:00           | テレビ朝日系列 |                  |
| 鹿児島県       | 鹿児島放送         | 3月21日 | 土曜 2:50 - 3:20             | テレビ朝日系列 |                  |
| 石川県         | 北陸朝日放送       | 3月21日 | 土曜 4:50 - 5:20             | テレビ朝日系列 |                  |
| 新潟県         | 新潟テレビ21       | 3月21日 | 土曜 5:20 - 5:50             | テレビ朝日系列 |                  |
| 山口県         | 山口朝日放送       | 3月21日 | 土曜 6:00 - 6:30             | テレビ朝日系列 |                  |
| 熊本県         | 熊本朝日放送       | 3月21日 | 土曜 7:30 - 8:00             | テレビ朝日系列 |                  |
| 富山県         | チューリップテレビ | 3月21日 | 土曜 15:00 - 15:30           | TBS系列        |                  |
| 長崎県         | 長崎文化放送       | 3月23日 | 月曜 2:35 - 3:05             | テレビ朝日系列 |                  |
| 高知県         | テレビ高知         | 3月23日 | 月曜 14:50 - 15:20           | TBS系列        |                  |
| 秋田県         | 秋田朝日放送       | 3月25日 | 水曜 1:50 - 2:20             | テレビ朝日系列 |                  |
| 宮崎県         | 宮崎放送           | 3月26日 | 木曜 5:00 - 5:30             | TBS系列        |                  |
| 山形県         | 山形テレビ         | 3月30日 | 月曜 15:25 - 15:55           | テレビ朝日系列 |                  |
| 鳥取県・島根県 | 山陰放送           | 3月30日 | 月曜 15:55 - 16:24           | TBS系列        |                  |

## ネット配信
- YouTube「プリキュア公式YouTubeチャンネル」にて、2020年4月24日18:00から5月1日17:59までの期間限定で、本作品の無料配信が実施された（『映画 プリキュアオールスターズNewStage3 永遠のともだち』・『映画 ハピネスチャージプリキュア! 人形の国のバレリーナ』との同時配信）。